# NGC 7349
NGC 7349 é uma galáxia espiral barrada (SBb) localizada na direcção da constelação de Aquarius. Possui uma declinação de -21° 47' 48" e uma ascensão recta de 22 horas, 41 minutos e 14,7 segundos.
A galáxia NGC 7349 foi descoberta em 1886 por Frank Müller.